# Quyquyhó
Quyquyhó es un municipio del Departamento de Paraguarí, Paraguay. Cuenta con 7536 habitantes y se encuentra a unos 169 km de la ciudad de Asunción, capital de la República del Paraguay. Es la ciudad natal de Fulgencio Yegros y Antonio Tomás Yegros, ambos próceres de la independencia de Paraguay.

## Historia
Durante el gobierno de Agustín Fernando de Pinedo, que se extendió desde 1772 a 1778, recorrió casi todas las jurisdicciones de la Provincia, fundó Villa Real de la Concepción y desalojó a los portugueses de la Villa Ygatimí.
En esa época el control del Río Paraguay resultaba imprescindible, para así evitar el avance de los portugueses. Pero este control no era posible, sin someter previamente a los indios que dificultaban la navegación. 
Con el fin de lograr este objetivo, el gobernador Agustín Fernando de Pinedo fundó varios pueblos, entre ellos, Villa Franca al sur, y en el interior Hyaty y Quyquyhó, en 1776.

## Geografía
El distrito cuenta con 624 km², se encuentra situado en el extremo sur este del Departamento de Paraguarí. Limita al norte con Ybycuí; al sur con el Departamento de Misiones, del que se encuentra separado por el Río Tebicuary; al este con Mbuyapey, del que se encuentra separado por el arroyo del mismo nombre; y al oeste con Caapucú.

## Hidrografía
Riegan al distrito de Quyquyhó las aguas del Río Tebicuary, del arroyo Mbuyapey, arroyo Yaguary, arroyo Pindó, arroyo Curucáu y el arroyo Itapé. En este distrito se encuentra el Estero Capiibary.

## Economía
En el distrito de Quyquyhó, los habitantes se dedican a la producción agrícola, destacándose el cultivo de viñedos, algodón, mandioca, maíz, maní, caña de azúcar y poroto. También crían ganado vacuno, ovino, porcino y equino.
Parte de los terrenos de Quyquyhó son inundados y cuentan con pantanos y esteros.

## Infraestructura
Dentro del noveno Departamento de Paraguarí, la Ruta PY01 es la principal vía asfaltada que cruza todo el departamento, que lo conecta con la capital del país, Asunción, y otras localidades. Los demás caminos, son terraplenados y enripiados, unen los distritos entre sí, con la capital del departamento. Cuenta con los servicios telefónicos de Copaco y los de telefonía móvil, además posee varios medios de comunicación y a todos los distritos llegan los diarios capitalinos.
Para llegar a Quyquyhó, se parte de la ciudad de Asunción por la Ruta PY01 hasta llegar a la capital departamental, y de allí continuando hacia el sector sur, se llega al distrito de Caapucú, y de ahí se toma un camino con pavimento, de aproximadamente 29 km hasta llegar a la ciudad de Quyquyhó.

## Turismo
Tiene numerosas alternativas de turismo ecológico, histórico y de aventura: "Chorro guazú" donde se tiene una hermosa cascada y se puede disfrutar de la naturaleza en general; El Aniversario Tupãsy Paso; La antigua Iglesia Franciscana; El Museo Yegros en la Estancia Barrerito; los arroyos Itapé Syry e Itarýi en la compañía Rincón, unas de las compañías más pintorescas del distrito por su alegría y por sus pobladores.